# Aune Siim
Aune Siim-Ewart, född 30 juli 1904 i Tallinn, Guvernementet Estland, Kejsardömet Ryssland,
död 24 februari 1989 i Täby församling, Stockholms län, var en estländsk-svensk teckningslärare, grafiker och tecknare. 
Hon var dotter till Jüri Siim och Anna Weske samt gift 1951–1952 med bokhållaren Albert Ewart. Siim studerade vid den grafiska linjen vid Högre konstindustriella skolan i Tallinn 1923–1929 där hon avlade en teckningslärarexamen 1928. Hon utbildade sig senare vid lärarinstitutet i Tallinn där hon avlade examen 1940. Under 1930-talet var hon till en början föreståndare för en grafisk byrå i Tallinn där hon utförde bokillustrationer, hedersadresser förlagor för vapen, flaggor och textiltryck. Hon sadlade om 1936 och tog anställning som teckningslärare och arbetade inom detta yrke fram till 1944 då hon på grund av andra världskriget flydde till Sverige. Efter att hon under några år arbetat som tecknare vid Nordiska museet och som ritare vid Stockholms stadsplanekontor återgick hon till läraryrket 1950. Vid sidan av sitt arbete arbetade hon med grafisk konst och gjorde sig känd som en skicklig exlibriskonstnär mestadels utförda i tusch men från mitten av 1950-talet huvudsakligen i trägravyr. Hon var en distinkt tecknare och textare och arrangerade sina motiv i rytmiska kompositioner. Aune Siim är begravd på Skogskyrkogården i Stockholm.